# لعشاش أولاد بوزيان (عين الشواطر)
لعشاش أولاد بوزيان هي إحدى مشيخات المملكة المغربية، تتبع جغرافيا لإقليم فكيك وإداريًا لعين الشواطر. يقدر عدد سكانها بـ 114 نسمة حسب الإحصاء الرسمي للسكان والسكنى لسنة 2004.